# Uhudler
L'Uhudler è un vino fragolino, prodotto in Austria, nello stato del Burgenland. È un vino rosso molto chiaro, quasi rosato.
Nasce da cinque vitigni: Concord, Delaware, Elvira, Isabelle e Ripatella. Con l'eccezione di quest'ultimo (un incrocio tra Vitis rupestris e Vitis aestivalis), sono tutti vitigni a vario titolo discendenti dalla Vitis labrusca, talora incrociata con la Vitis vinifera.